# Skipton
Skipton är en stad och en civil parish i kommunen North Yorkshire, England. Orten har 14 313 invånare (2001).